# Patricia Mancilla Martínez
Patricia Mancilla Martínez (Asiento Araca, departament de La Paz, Bolívia, 9 d'octubre de 1967) és una política i sindicalista boliviana, militant del Moviment al Socialisme, va exercir de diputada a la Cambra de Diputats de 2010 a 2015 i regidora del Consell Municipal de Cairoma de 2000 a 2005.
Als anys 1990 va tenir un paper actiu en el sindicalisme regional, ocupant càrrecs dins de la Confederació Bartolina Sisa, formada per dones camperol. El 1999 va ser elegida regidora al Consell Municipal de Cairoma com a membre de la llista electoral Consciència de Pàtria, però ràpidament es va integrar al Moviment al Socialisme i va ocupar càrrecs dins de l'estructura interna del partit. Com a diputada de la Cambra de Diputats, va presentar una petició judicial per demanar la despenalització de l'avortament, que va fracassar, però va produir alguns resultats modestos per al moviment pels drets de l'avortament. Tanmateix, no va ser nominada per a la reelecció.

## Trajectòria

### Orígens i educació
Mancilla va néixer el 9 d'octubre de 1967 a Asiento Araca, un assentament rural de Cairoma —llavors part de Luribay— a la província de Loayza, al sud del departament de La Paz. El poble es troba a la vall d'Araca, formada predominantment per població aimara, a la unió entre tres ecoregions: l'Altiplà andí, les Yungas subtropicals i les valls d'elevació mitjana. El clima temperat fa que la zona sigui privilegiada per a la producció agrícola, especialment el cultiu de patata; famílies com la seva vivien i treballaven com a camperols, produint un cultiu de subsistència pel consum i lleugerament pel mercat.
Mancilla va assistir a l'escola Germán Busch de Cairoma, on va cursar primària i secundària i va rebre el batxillerat. Va ser la gran de sis germans i els deures familiars li van impedir cursar estudis superiors, només assistint als cursos preparatoris de lingüística a la Universitat Superior de San Andrés. Més tard, va participar en programes de comunicació popular a la Universitat Catòlica de Bolívia i va rebre un diploma en administració municipal.

### Carrera i sindicalisme
Mancilla es va establir a la ciutat de La Paz quan era una jove adulta, però va mantenir estrets vincles amb la seva comunitat natal — com és costum entre molts migrants rurals-urbans. A Cairoma, va treballar com a promotora, oferint educació per a la salut bàsica a la dona. També va exercir com a catequista de l'Església catòlica, un càrrec que —més enllà de l'element religiós— va tenir un paper públic elevat a les zones rurals, fomentant la presència i el lideratge de les dones a les comunitats agràries.
A partir de mitjans dels anys 1990, va escalar posicions dins del moviment obrer camperol com a part dels sindicats agraris i feministes de la regió. El 1994 va ser membre del subcentre obrer de Cairoma i l'any següent es va incorporar al centre obrer agrari del municipi. De 1996 a 1997 va exercir com a executiva provincial de la Confederació Bartolina Sisa a la província de Loayza i va ser secretària de relacions de la seva filial departamental de 2007 a 2008.

## Cambra de Diputats

### Elecció
El 1999 es va iniciar en política com a militant de Consciència de Pàtria (CONDEPA). El partit —ja en fort declivi quan es va incorporar Mancilla— es va enfrontar a nombroses dificultats, embolicat en disputes entre els principals successors del líder mort Carlos Palenque: la filla Verónica Palenque i la parella del difunt Remedios Loza. Encara que a les eleccions d'aquell any va guanyar un escó al Consell Municipal de Cairoma en representació de CONDEPA, va desertar poc després, ja que la base del partit va ser absorbida pel Moviment al Socialisme (MAS).
Ja l'any 2000 es va incorporar al MAS, i del 2002 al 2004 va exercir com a directora regional del partit al departament de La Paz. El seu ascens tant a alts càrrecs del MAS com al sector sindical va comportar la seva inclusió a la llista parlamentària del partit a les eleccions de 2009, en les quals va guanyar un escó representant La Paz a la Cambra de Diputats.

### Mandat
A principis de 2014, dins del grup parlamentari majoritari del MAS, va formar part de la petita delegació de dones legisladores en representació de la Confederació Bartolina Sisa — deu en total, amb sis a la cambra baixa. Mancilla va formar part de la Comissió de Drets Humans de la Cambra de Diputats durant el seu mandat, concretament, del Comitè de Drets Humans i Igualtat d'Oportunitats (2010-2012) i el Comitè de Drets de Gènere (2012-2015).
Amb el suport de l'organització no governamental Ipas, va presentar una petició davant el Tribunal Constitucional Plurinacional, demanant que una dotzena d'articles que tractaven els problemes de les dones en l'antiquat Codi Penal de Bolívia —inclosos els que prohibeixen l'avortament— ser declarat inconstitucional segons la nova constitució del país. L'acció es va dur a terme amb independència del seu partit i va generar una desunió inusual dins del MAS. El president Evo Morales va classificar la pràctica com a «delicte» però es va mantenir en gran manera neutral sobre el tema, mentre que líders parlamentaris com Emeliana Aiza i Eugenio Rojas van expressar una oposició rotunda. Tot i això, encara més legisladors i membres del gabinet van donar suport a la perspectiva.
A principis de 2014, el tribunal constitucional va emetre una sentència sobre el cas, mantenint la majoria de les disposicions del Codi Penal, alhora que va eliminar el polèmic requisit d'autorització judicial abans que es pogués realitzar qualsevol avortament legal. Els defensors dels drets de l'avortament van acceptar la sentència com un èxit moderat per als drets reproductius, amb Mancilla expressant el seu suport a la sentència final del tribunal. No obstant això, no va ser nominada per a la reelecció al final del seu mandat.

## Resultats electorals
| Any                                                    | Càrrec   | Partit                 | Vots      | Vots   | Vots | Resultat | Ref.         |
| Any                                                    | Càrrec   | Partit                 | Total     | %      | Pos. | Resultat | Ref.         |
| ------------------------------------------------------ | -------- | ---------------------- | --------- | ------ | ---- | -------- | ------------ |
| 1999                                                   | Regidora | Consciència de Pàtria  | 360       | 16,59% | 3a   | Victòria | [ 25 ] [ a ] |
| 2009                                                   | Diputada | Moviment al Socialisme | 1.099.259 | 80,28% | 1a   | Victòria | [ 26 ] [ b ] |
| Font: Òrgan Electoral Plurinacional \| Atlas Electoral |          |                        |           |        |      |          |              |